# 르노삼성 SM3
르노삼성 SM3(Renault Samsung SM3)는 르노삼성자동차의 준중형 세단이다. 차명인 SM3는 '르노삼성자동차'(Samsung Motors)를 의미하는 SM에 준중형급을 의미하는 숫자 3을 결합한 것이다.

## 1세대(N17)

### SM3(2002년9월~2005년8월)

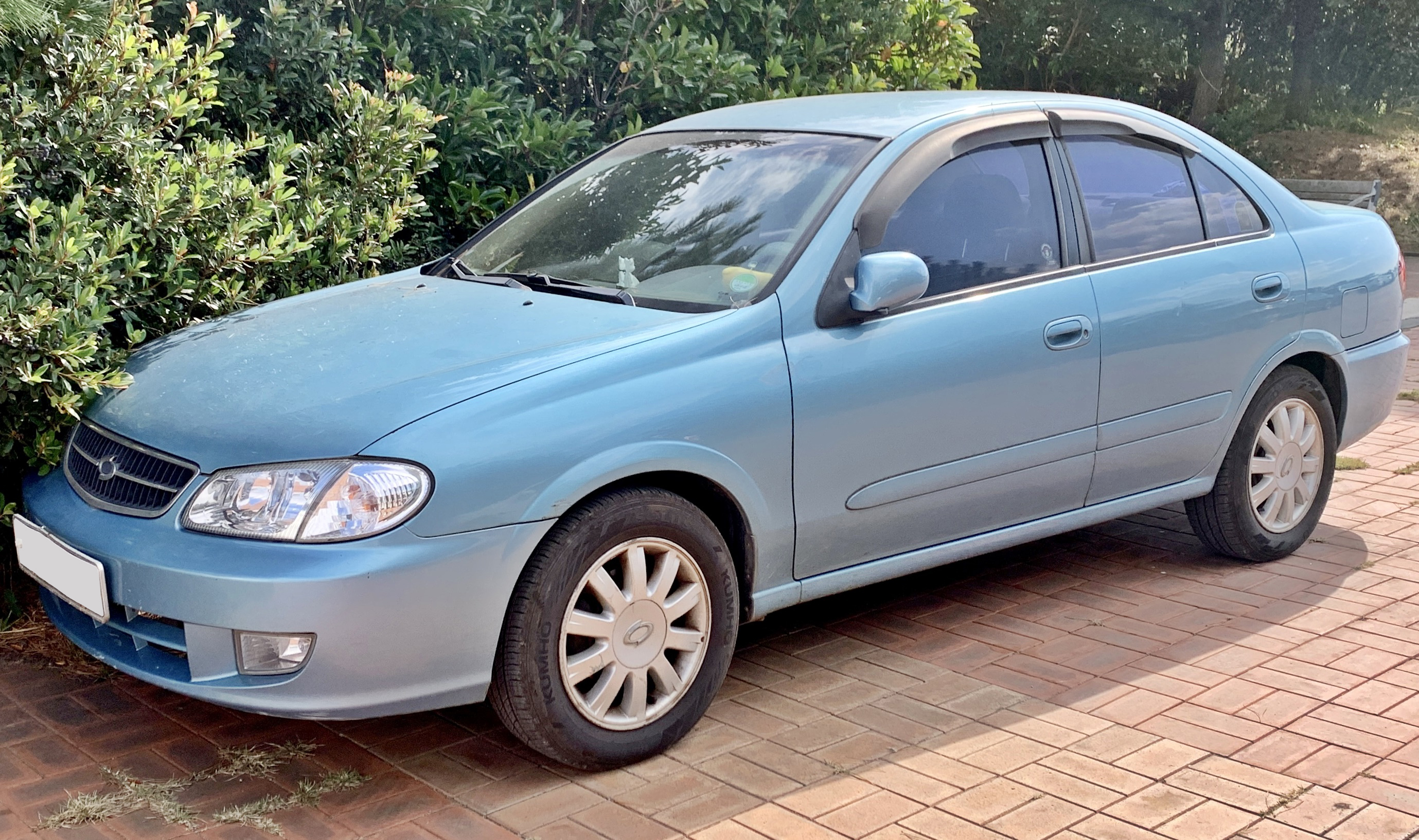
르노삼성 SM3 정측면

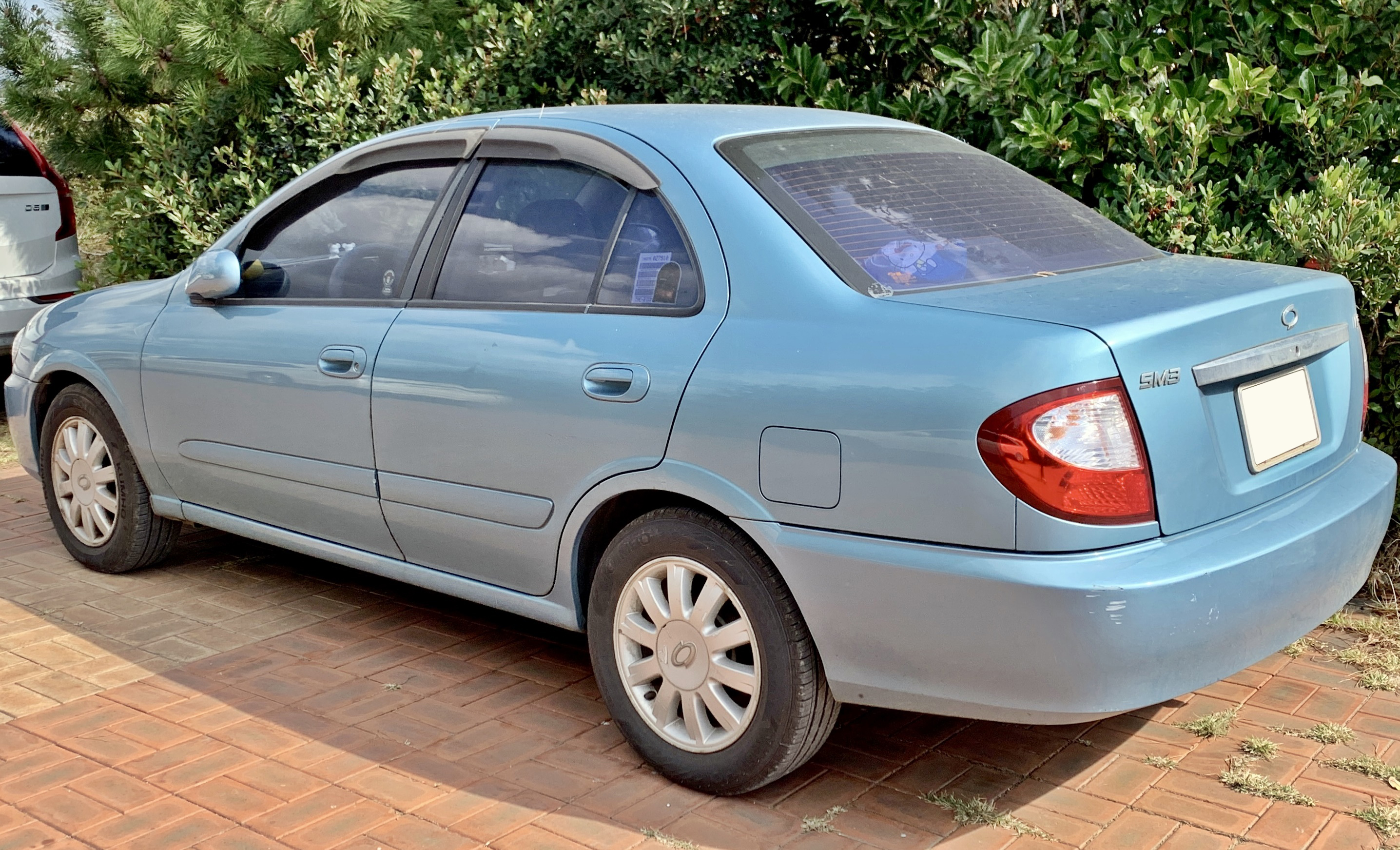
르노삼성 SM3 후측면

SM5에 이은 르노삼성자동차의 두 번째 차종으로, 2002년 7월 3일에 선보여 같은 해 9월 2일부터 판매가 시작됐다. 닛산 블루버드 실피(G10)를 베이스로 했다. 대한민국산 1,500cc급 승용차 최초로 1열 사이드 에어백을 적용했고, 하늘색과 주황색 등 젊은층에게 어필할 수 있는 독특한 감각의 바디 컬러를 선보였다. 하지만 전장에 비해 축거가 짧아 당시 경쟁 차종이던 현대 아반떼 XD, 기아 스펙트라, GM대우 라세티 보다 좁은 실내가 큰 단점으로 지적되기도 하였다.
2004년 4월 1일에는 한정 판매 트림인 에디시옹 스페시알이 출시됐고, 같은 해 7월 15일에는 대한민국에서 배기량에 따른 자동차세 과세 기준이 달라지는 것에 대응해 1,600cc 가솔린 엔진이 추가됐다.
| 전장 (mm)            | 4,510                            | 4,510                            |    |    |
| 전폭 (mm)            | 1,705                            | 1,705                            |    |    |
| 전고 (mm)            | 1,440 1,450                      | 1,440 1,450                      |    |    |
| 축거 (mm)            | 2,535                            | 2,535                            |    |    |
| 윤거 (전, mm)        | 1,490                            | 1,490                            |    |    |
| 윤거 (후, mm)        | 1,470                            | 1,470                            |    |    |
| 승차 정원            | 5명                              | 5명                              |    |    |
| 변속기               | 수동 5단 자동 4단                | 수동 5단 자동 4단                |    |    |
| 서스펜션 (전/후)     | 맥퍼슨 스트럿/토션 빔            | 맥퍼슨 스트럿/토션 빔            |    |    |
| 구동 형식            | 전륜 구동                        | 전륜 구동                        |    |    |
| 엔진 형식            | QG15                             | QG16                             |    |    |
| 연료                 | 가솔린                           | 가솔린                           |    |    |
| 배기량 (cc)          | 1,497                            | 1,596                            |    |    |
| 최고 출력 (ps/rpm)   | 100/5,600                        | 105/6,000                        |    |    |
| 최대 토크 (kg*m/rpm) | 13.8/4,400                       | 14.8/4,000                       |    |    |
| 최고 속도 (km/h)     | 184(수동 5단)/ 180(자동 4단)     | 188(수동 5단)/ 182(자동 4단)     |    |    |
| 연료 탱크 용량 (ℓ)   | 55                               | 55                               | 55 | 55 |
| 요소수 탱크 용량 (ℓ) | -                                | -                                | -  | -  |
| 공차 중량 (kg)       | 1,160(수동 5단)/ 1,185(자동 4단) | 1,160(수동 5단)/ 1,185(자동 4단) |    |    |
| 연비 (km/ℓ)          | 15.7(수동 5단)/ 13.8(자동 4단)   | 14.5(수동 5단)/ 12.6(자동 4단)   |    |    |
| Co2 배출량 (g/km)    | -                                | -                                |    |    |

### SM3 뉴 제너레이션(2005년8월~2009년6월)
(SE16 모델)

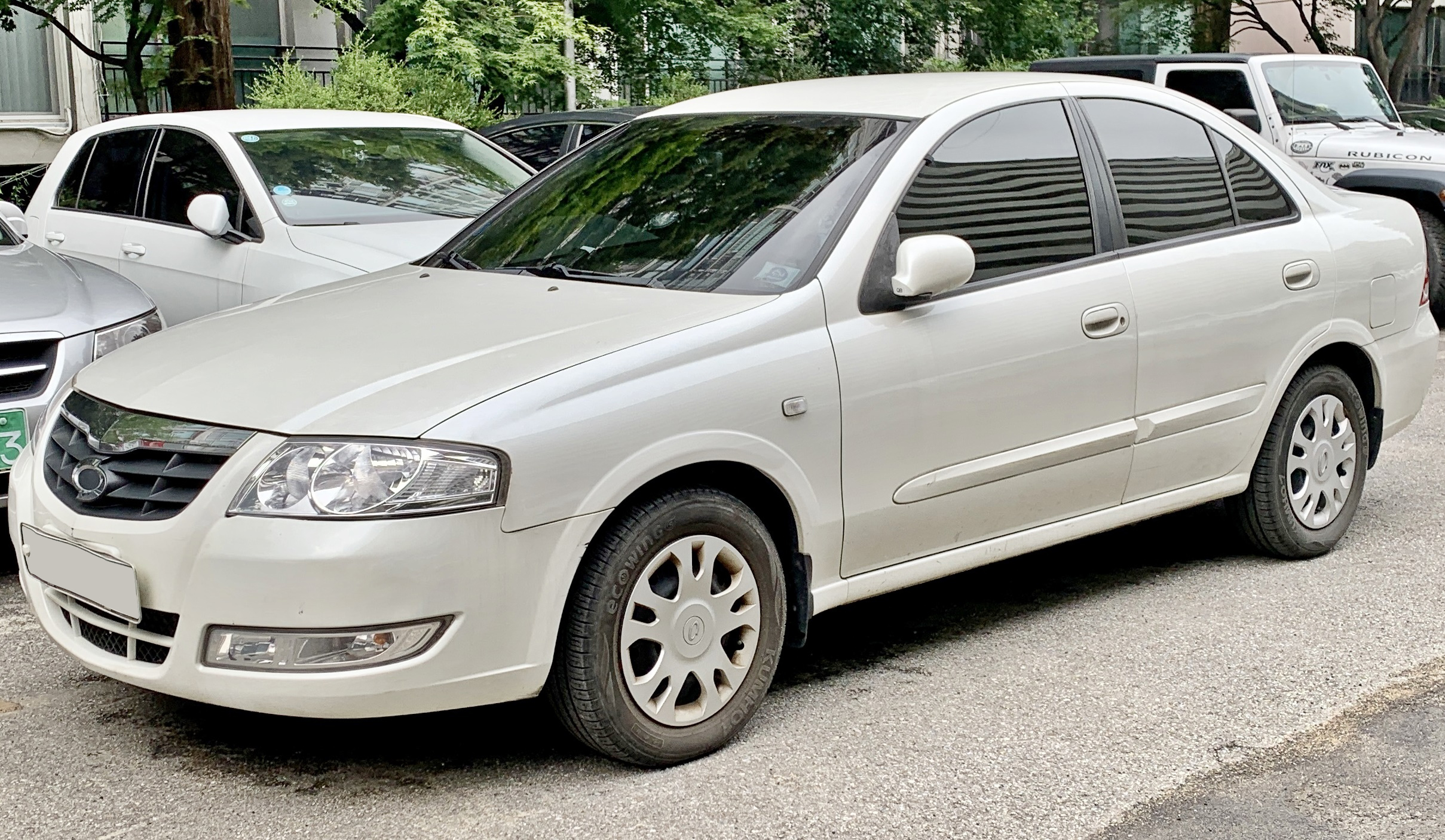
르노삼성 SM3 뉴 제너레이션 정측면

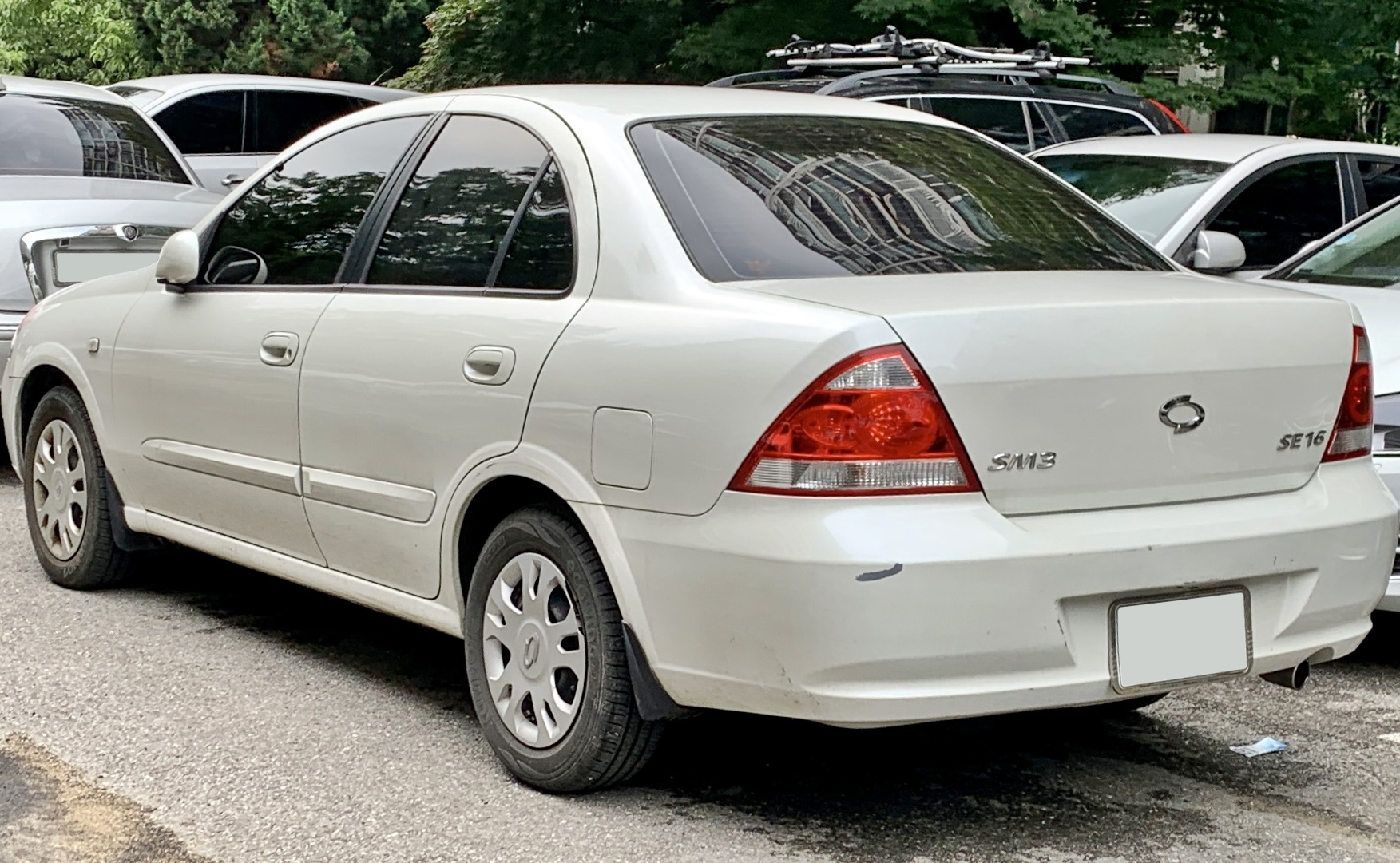
르노삼성 SM3 뉴 제너레이션 후측면

2005년 8월 23일에는 페이스리프트 모델 출시를 통해 뉴 제네레이션이라는 서브네임이 추가되었다. 헤드램프와 라디에이터 그릴, 리어 램프 등에 스포티한 느낌을 가미했고 뒤 번호판 부착 위치가 트렁크에서 범퍼로 변경되었다. 보다 선명해진 계기판, 스텝 게이트 타입 4단 자동변속기, AUX 단자, 선루프, 후방 경보 장치 등이 새로 적용됐다.
- 2007년 6월 4일에 선보인 2008년형은 후측 번호판에도 긴 번호판을 달 수 있도록 했고, 라디에이터 그릴의 디자인이 바뀌었다.
- 2008년 2월 1일에는 레드 스티치 블랙 가죽 시트, 16인치 알루미늄 휠, 블랙 베젤 헤드 램프 등이 적용된 트림인 네오가 출시됐다.[3]

| 구분                 | SM3 뉴 제너레이션 1.5ℓ 가솔린    | SM3 뉴 제너레이션 1.6ℓ 가솔린                                             |
| -------------------- | -------------------------------- | ------------------------------------------------------------------------- |
| 전장 (mm)            | 4,510                            | 4,510                                                                     |
| 전폭 (mm)            | 1,710                            | 1,710                                                                     |
| 전고 (mm)            | 1,440 1,450                      | 1,440 1,450                                                               |
| 축거 (mm)            | 2,535                            | 2,535                                                                     |
| 윤거 (전, mm)        | 1,480(R15) 1,490(R14)            | 1,480(R15) 1,490(R14)                                                     |
| 윤거 (후, mm)        | 1,480(R15) 1,490(R14)            | 1,480(R15) 1,490(R14)                                                     |
| 승차 정원            | 5명                              | 5명                                                                       |
| 변속기               | 수동 5단 자동 4단                | 수동 5단 자동 4단                                                         |
| 서스펜션 (전/후)     | 맥퍼슨 스트럿/토션 빔            | 맥퍼슨 스트럿/토션 빔                                                     |
| 구동 형식            | 전륜 구동                        | 전륜 구동                                                                 |
| 엔진 형식            | QG15                             | QG16                                                                      |
| 연료                 | 가솔린                           | 가솔린                                                                    |
| 배기량 (cc)          | 1,497                            | 1,596                                                                     |
| 최고 출력 (ps/rpm)   | 100/5,600                        | 107/6,000                                                                 |
| 최대 토크 (kg*m/rpm) | 13.8/4,400                       | 14.9/4,000                                                                |
| 최고 속도 (km/h)     | 184(수동 5단)/ 180(자동 4단)     | 188(수동 5단)/ 182(자동 4단) (이후 180(수동 5단)/ 180(자동 4단)으로 변경) |
| 연료 탱크 용량 (ℓ)   | 55                               | 55                                                                        |
| 요소수 탱크 용량 (ℓ) | -                                | -                                                                         |
| 공차 중량 (kg)       | 1,160(수동 5단)/ 1,185(자동 4단) | 1,160(수동 5단)/ 1,185(자동 4단)                                          |
| 연비 (km/ℓ)          | 14.5(수동 5단)/ 12.6(자동 4단)   | 14.5(수동 5단)/ 12.3(자동 4단) (이후 14.5(수동 5단)/ 12.6(자동 4단)       |
| Co2 배출량 (g/km)    | -                                | 160(수동 5단)/ 186(자동 4단)                                              |

### SM3 CE 시리즈(2009년6월~2011년3월)

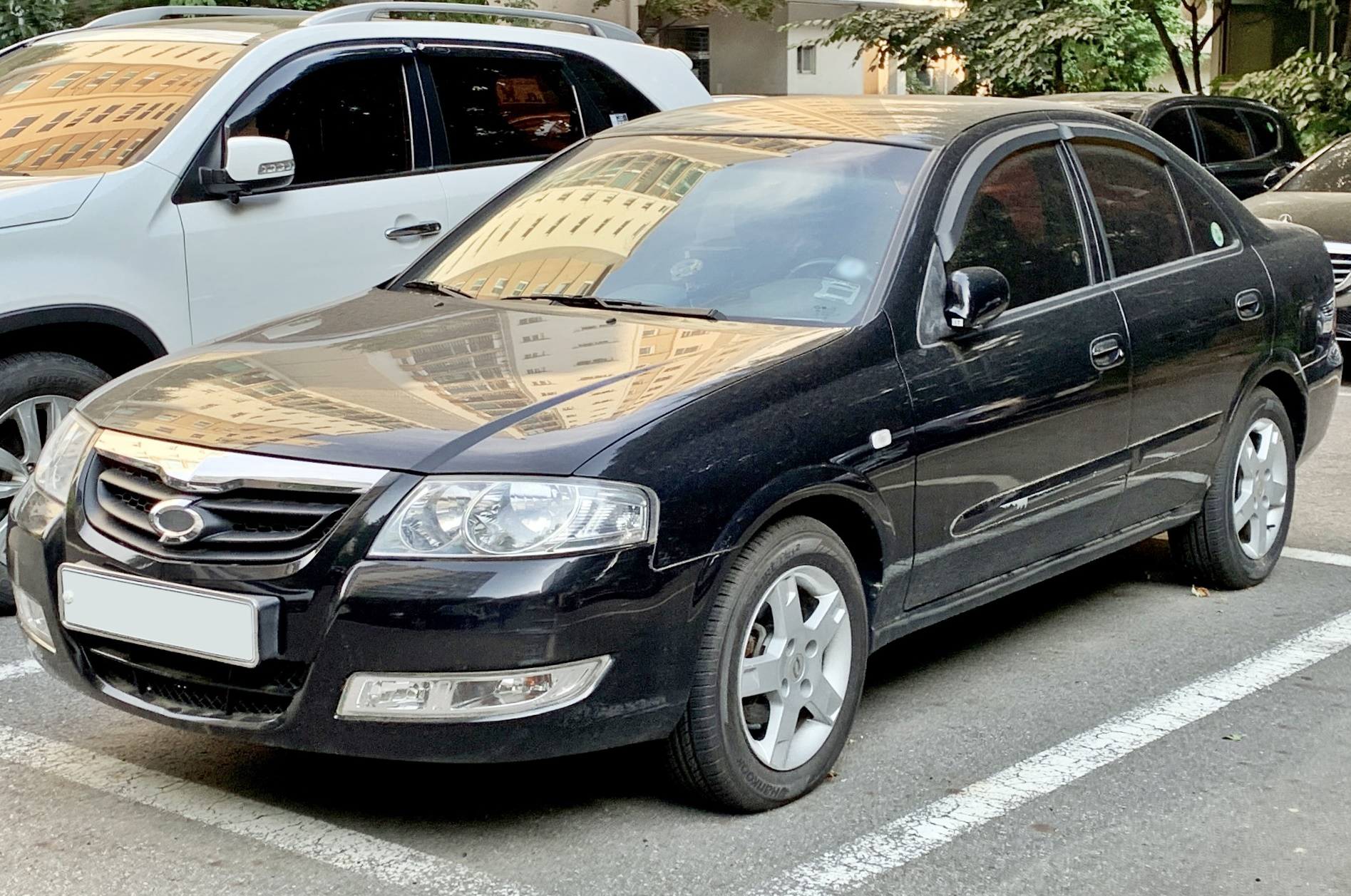
르노삼성 SM3 CE 시리즈 정측면

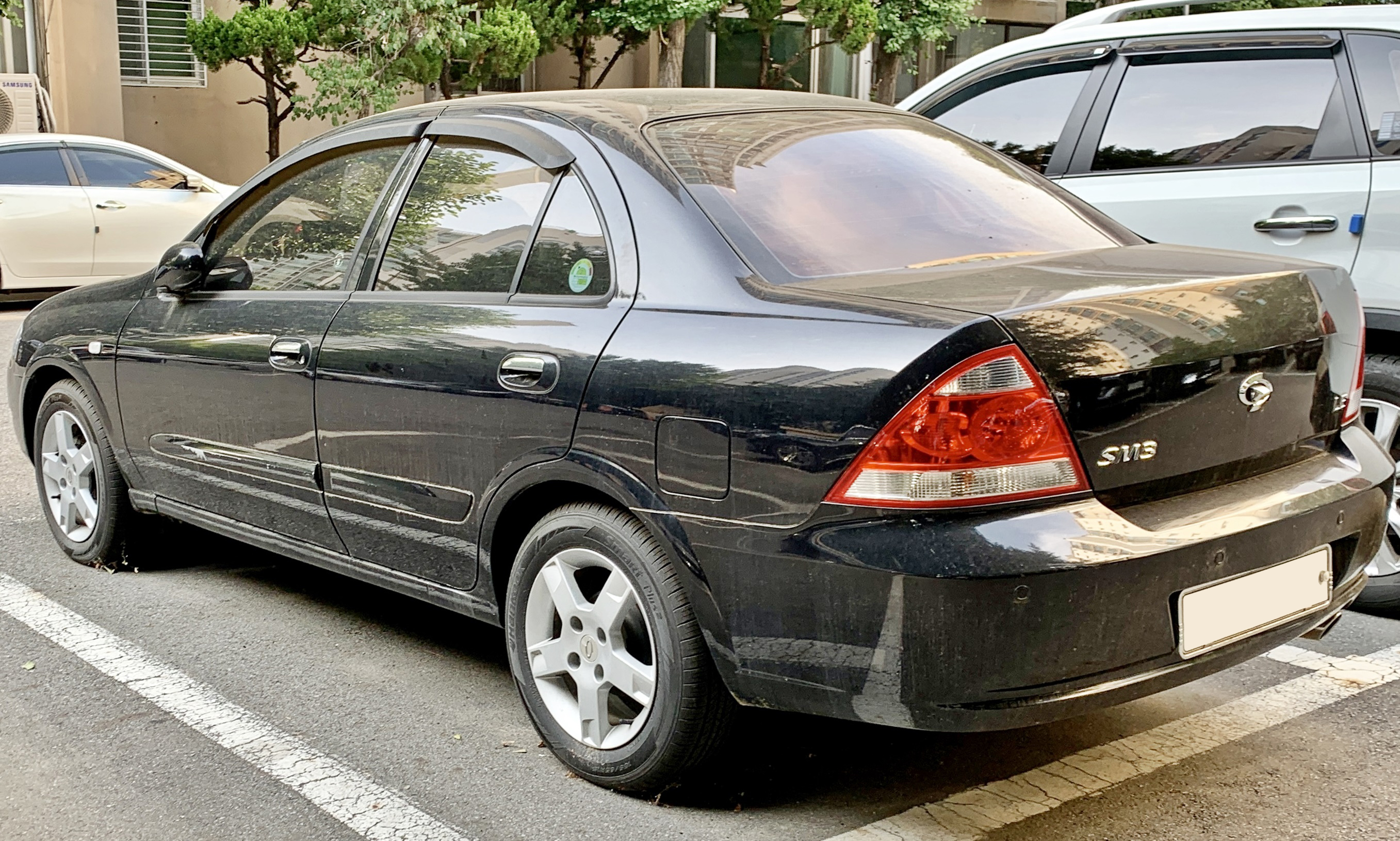
르노삼성 SM3 CE 시리즈 후측면

2세대 SM3가 출시되기 전인 2009년 6월 30일에 편의 사양을 대폭 삭제함과 동시에 차명이 SM3 CE 시리즈로 바뀌었다. CE는 클래식 에디션(Classic Edition)의 약칭으로, 시간이 흘러도 변하지 않는 SM3만의 가치를 의미한다. 한동안 2세대 SM3와 병행 판매되다 2011년 3월 31일에 단종됐다.
| 구분                 | SM3 CE 1.6ℓ 가솔린               |
| -------------------- | -------------------------------- |
| 전장 (mm)            | 4,510                            |
| 전폭 (mm)            | 1,710                            |
| 전고 (mm)            | 1,440 1,450                      |
| 축거 (mm)            | 2,535                            |
| 윤거 (전, mm)        | 1,480(R15) 1,490(R14)            |
| 윤거 (후, mm)        | 1,480(R15) 1,490(R14)            |
| 승차 정원            | 5명                              |
| 변속기               | 수동 5단 자동 4단                |
| 서스펜션 (전/후)     | 맥퍼슨 스트럿/토션 빔            |
| 구동 형식            | 전륜 구동                        |
| 엔진 형식            | QG16                             |
| 연료                 | 가솔린                           |
| 배기량 (cc)          | 1,596                            |
| 최고 출력 (ps/rpm)   | 107/6,000                        |
| 최대 토크 (kg*m/rpm) | 14.9/4,000                       |
| 최고 속도 (km/h)     | 180(수동 5단)/ 180(자동 4단)     |
| 연료 탱크 용량 (ℓ)   | 55                               |
| 요소수 탱크 용량 (ℓ) | -                                |
| 공차 중량 (kg)       | 1,160(수동 5단)/ 1,185(자동 4단) |
| 연비 (km/ℓ)          | 14.5(수동 5단)/ 13.0(자동 4단)   |
| Co2 배출량 (g/km)    | 160(수동 5단)/ 180(자동 4단)     |

## 2세대(L38)

### 뉴 SM3(2009년7월~2014년4월)

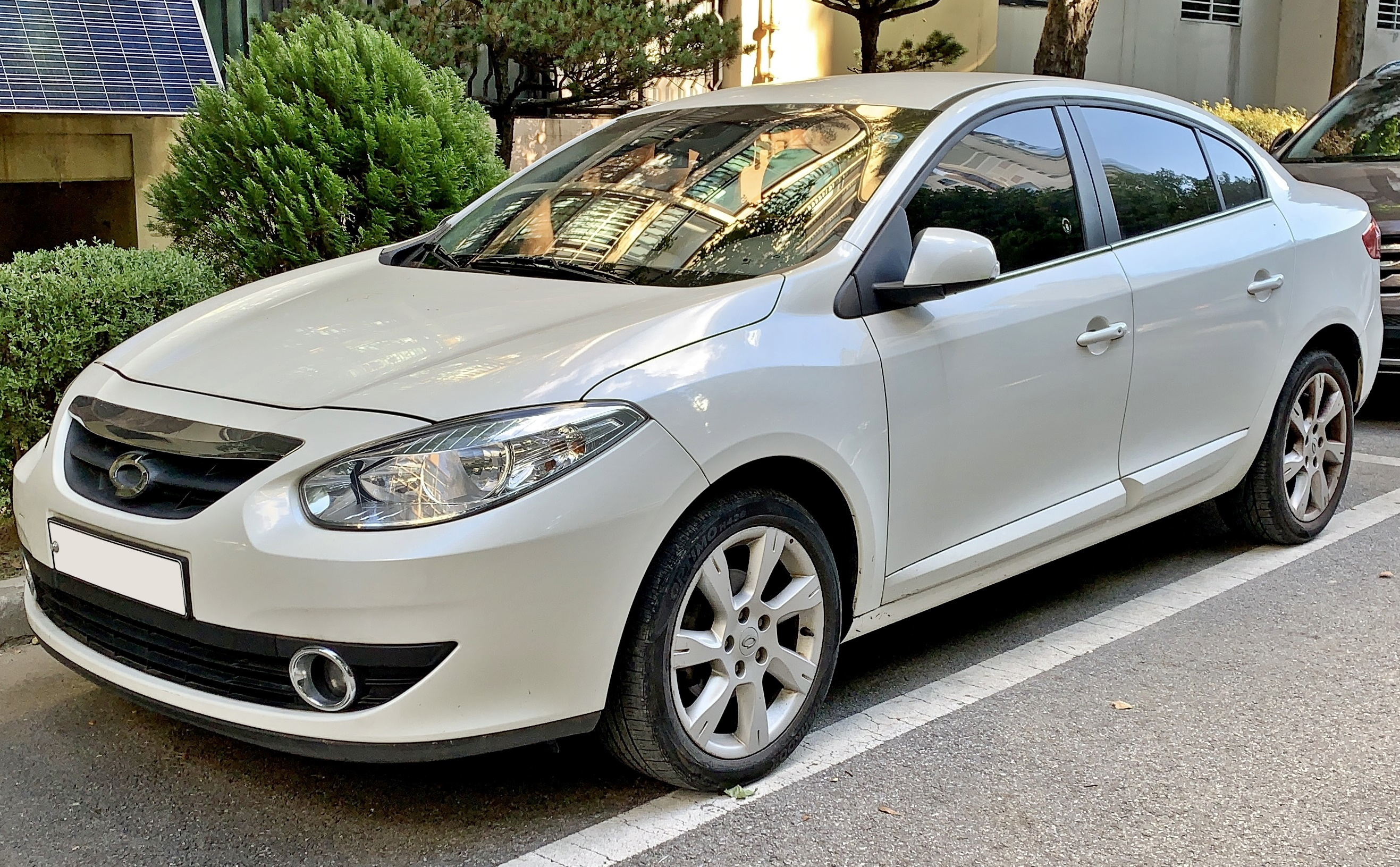
르노삼성 뉴 SM3 (전기형) 정측면

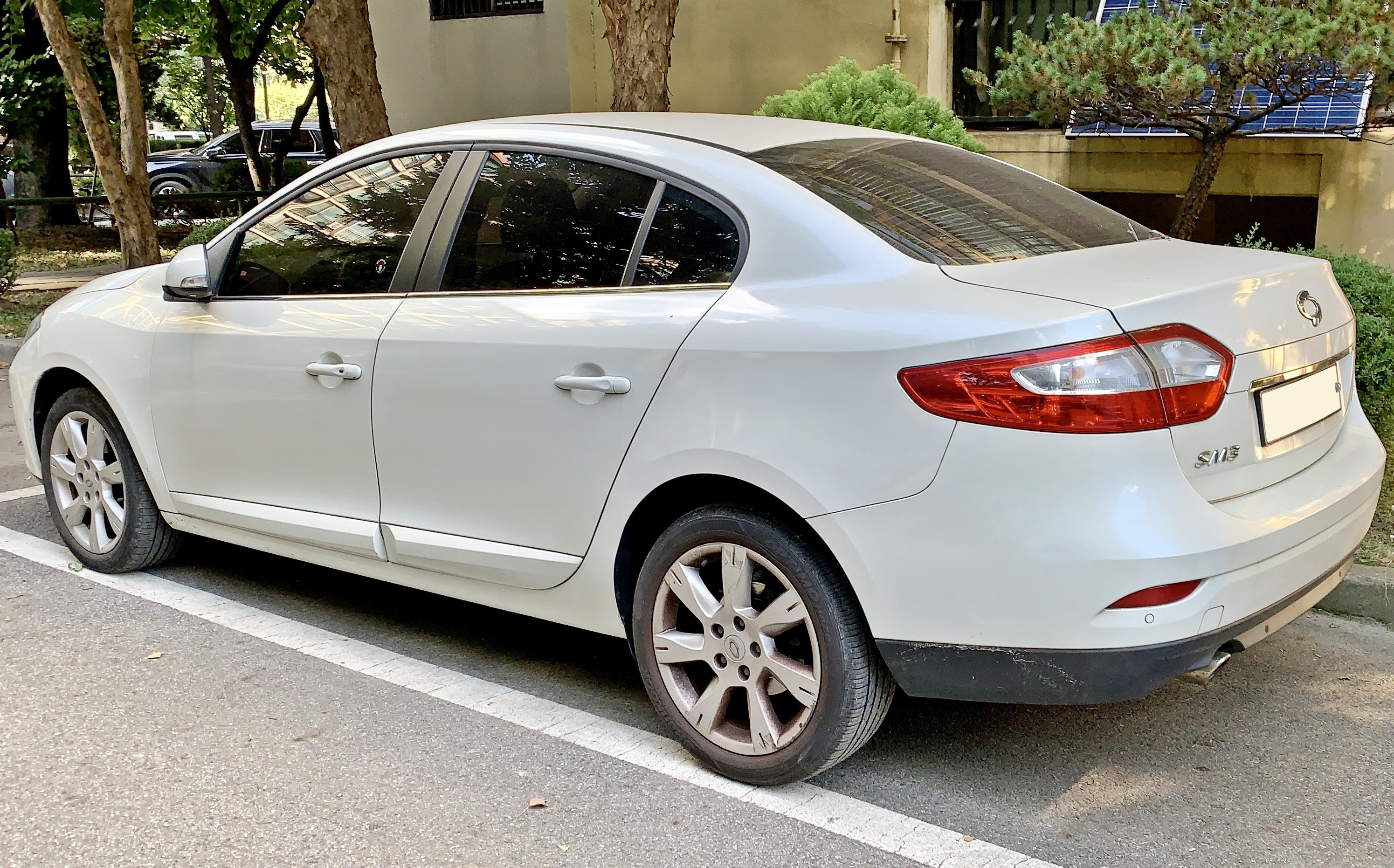
르노삼성 뉴 SM3 (전기형) 후측면

2009년 4월에 개최된 서울 모터쇼에서 발표됐고, 같은 해 7월 13일에 출시됐다. 르노 메간(3세대)를 베이스로 하였고 준중형급 이상의 차체 크기와 실내 공간, 고급스러움 등을 어필하고 있다. 특히 1세대 SM3에서 큰 불만 사항이던 실내 공간은 2,700mm에 달하는 축거를 통해 개선됐다. 보스 오디오, 뒷 좌석 송풍구, 차체 자세 제어 장치 등이 적용됐고, 4단 자동변속기가 적용된 1세대와 달리, 무단변속기(CVT)가 적용됐다.
- 2010년 5월 3일에 선보인 2011년형은 1열 사이드 에어백이 모든 트림에 기본 적용됐고,[5] 같은 해 10월 4일에는 SM5(3세대)에 장착된 2,000cc 엔진이 추가됐다.
- 2011년 1월 10일부터는 커튼 에어백까지 모든 트림에 기본 적용됐다.[6]
- 2011년 3월에 개최된 서울 모터쇼에서 100% 전기차인 SM3 Z.E.가 선보여 공공 기관 등에 우선적으로 보급됐다. 충전기 포트는 AC 3상을 이용한다. 공공기관에 보급된 차량들은 스페인 바야돌리드 공장에서 수입한 것이었지만, 시중 판매분(2013년)부터는 부산공장 생산분을 판매한다.
- 2011년 10월 3일에는 대한민국 완성차 업체 최초로 워크 어웨이 클로징(최첨단 도어 잠김 기능) 시스템이 적용된 2012년형이 출시됐다.[7]
- 2012년 3월 16일에는 보스 사운드 시스템을 적용하고, 내·외장 디자인을 블랙 컬러와 화이트 컬러로 새롭게 연출한 보스 스페셜 에디션 트림이 추가됐다.
- 2012년 8월 28일에 페이스리프트를 거쳐 앞 범퍼가 바뀌었다. 동시에 수요량이 적은 2,000cc 엔진은 대한민국 시장에서는 단종됐고, 아울러 5단 수동변속기도 삭제되어 모든 트림에 무단변속기(CVT)가 기본 적용됐다. 엠블럼의 서체는 SM7(2세대)과 동일하게 바뀌었고, 다이내믹 컬러 디지털 클러스터와 전자식 파킹 브레이크, 다이내믹 주차 가이드 시스템, 크루즈 컨트롤이 새로 적용됐다. 성능과 연비를 개선해 동급 최고 수준인 ℓ당 15.0km(1,600cc 가솔린 엔진 CVT 적용, 신 복합 연비 기준)를 실현했다.
- 2013년 6월 5일에는 17인치 블랙 투톤 알루미늄 휠과 블랙 컬러의 루프 및 아웃 사이드 미러 커버, 펄 화이트 컬러의 스티어링 휠 데코와 변속기 플레이트 등이 적용된 XE 트림이 추가됨과 함께 모든 트림에 원터치 트리플 턴 시그널이 기본 적용된 2014년형이 출시됐다.

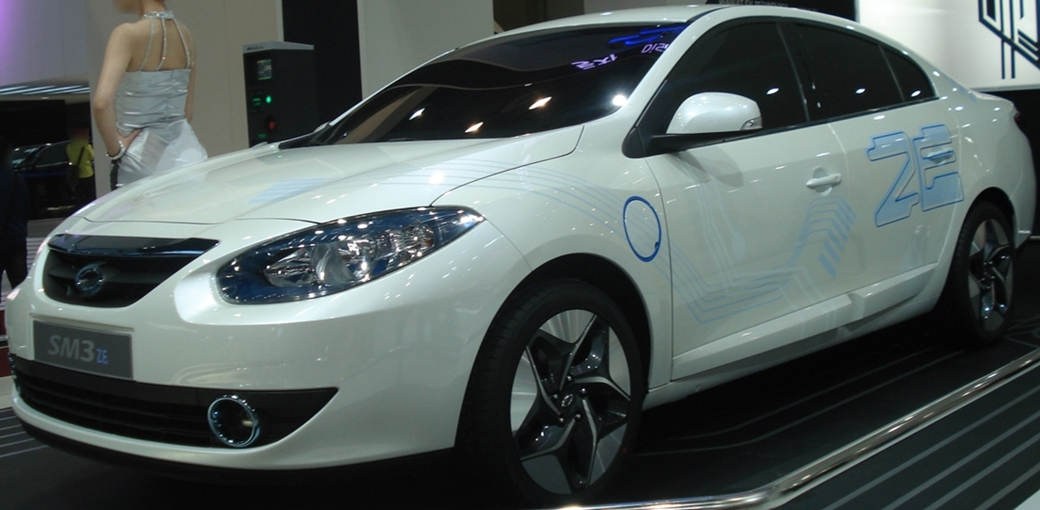
르노삼성 뉴 SM3 Z.E. (전기형) 정측면
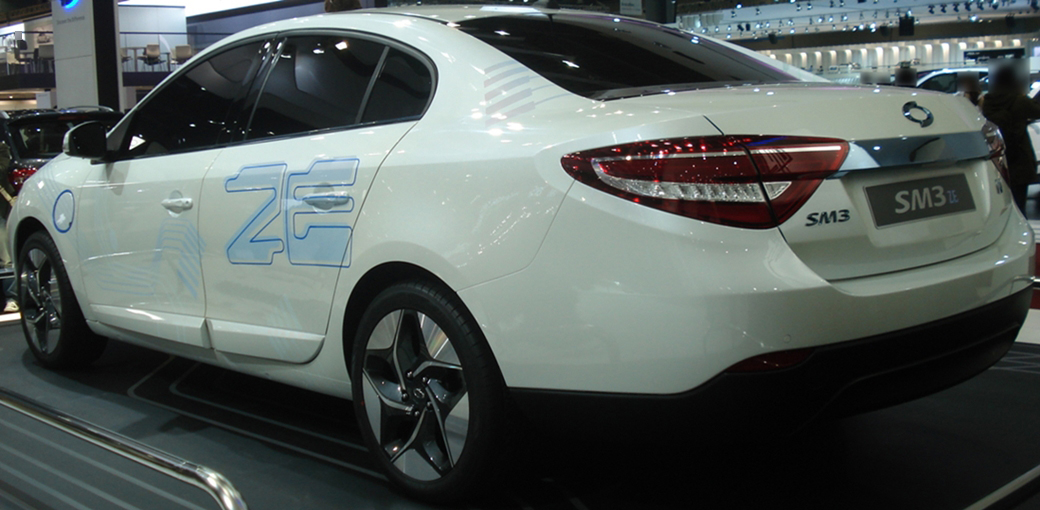
르노삼성 뉴 SM3 Z.E. (전기형) 후측면
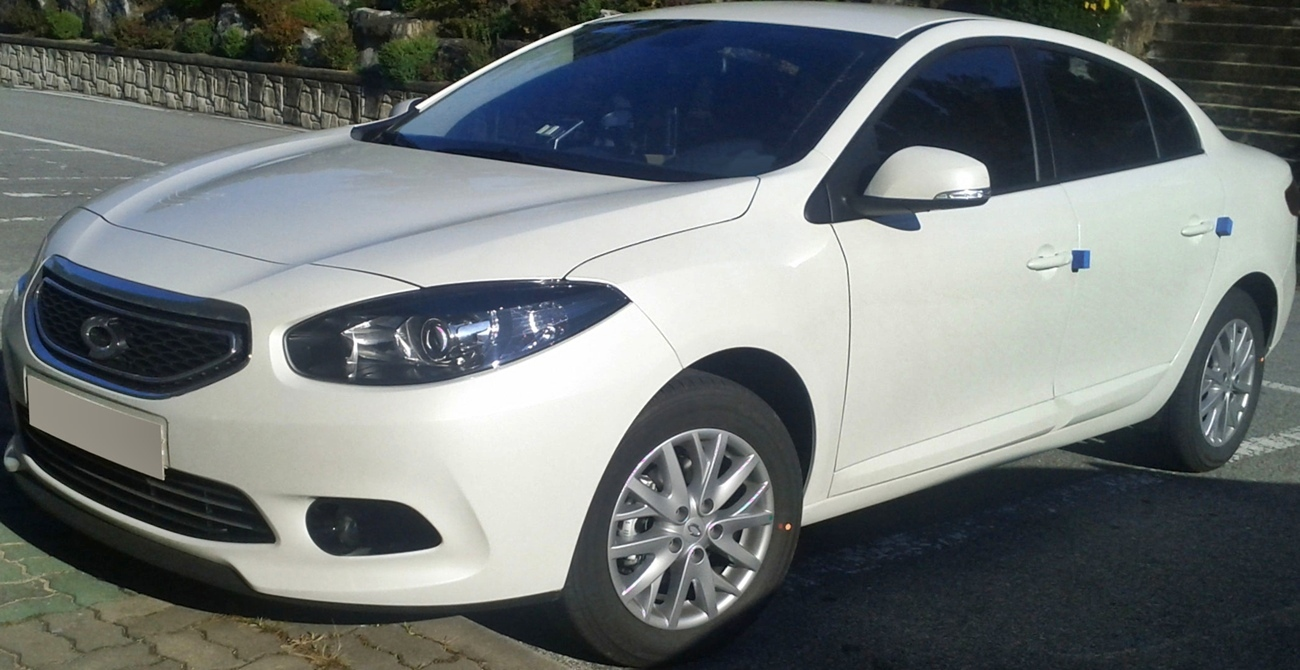
르노삼성 뉴 SM3 (후기형) 정측면
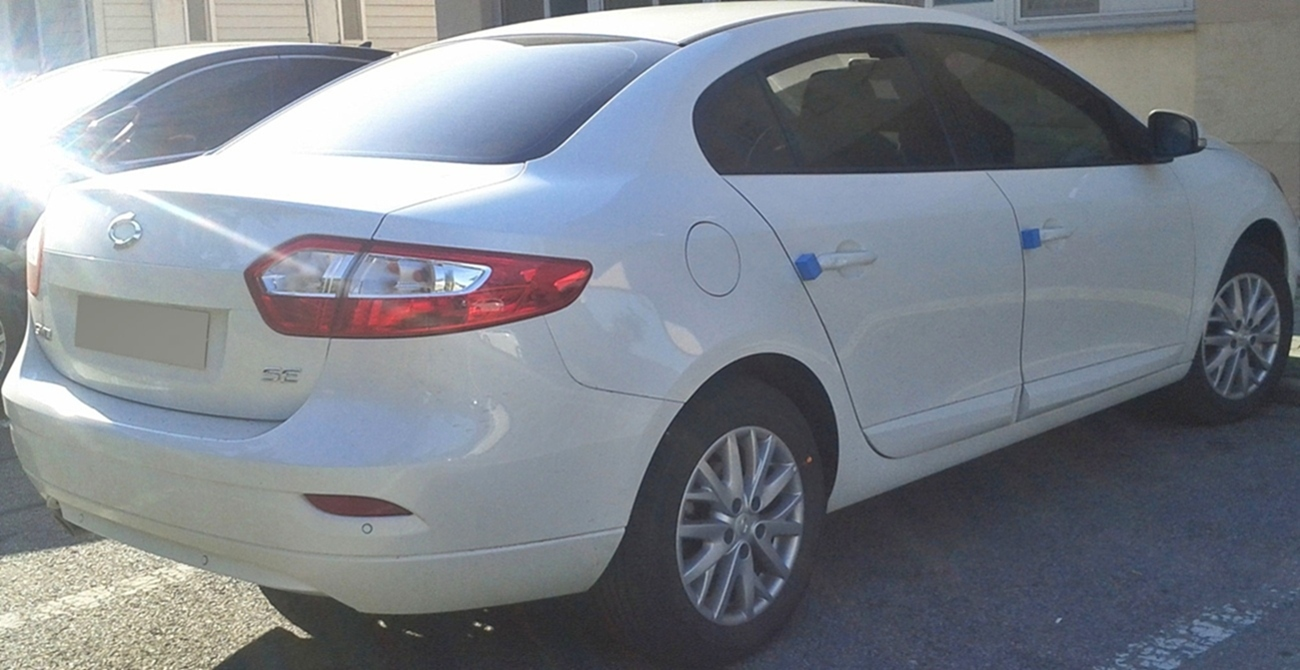
르노삼성 뉴 SM3 (후기형) 후측면
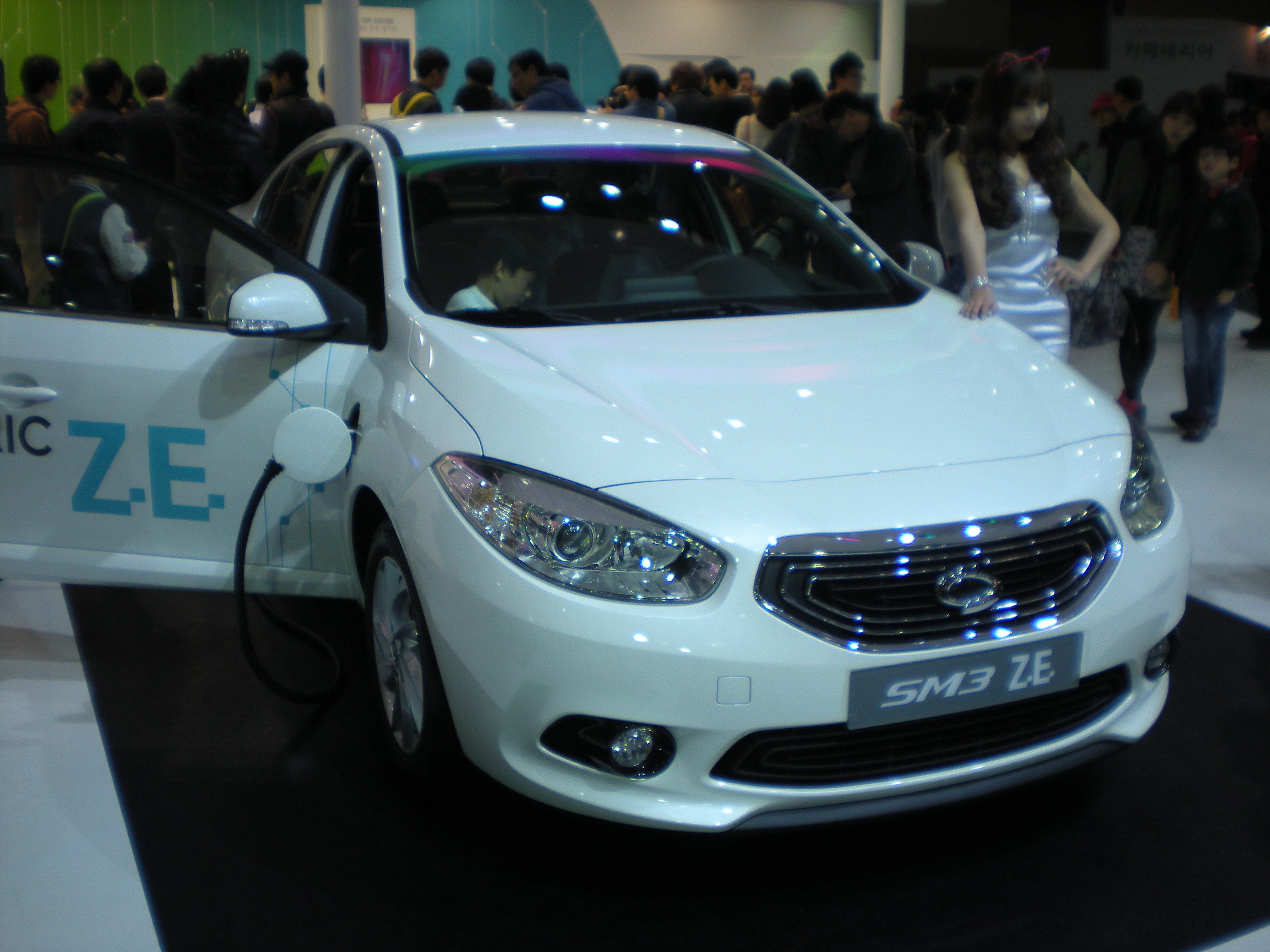
르노삼성 뉴 SM3 Z.E. (후기형) 정측면
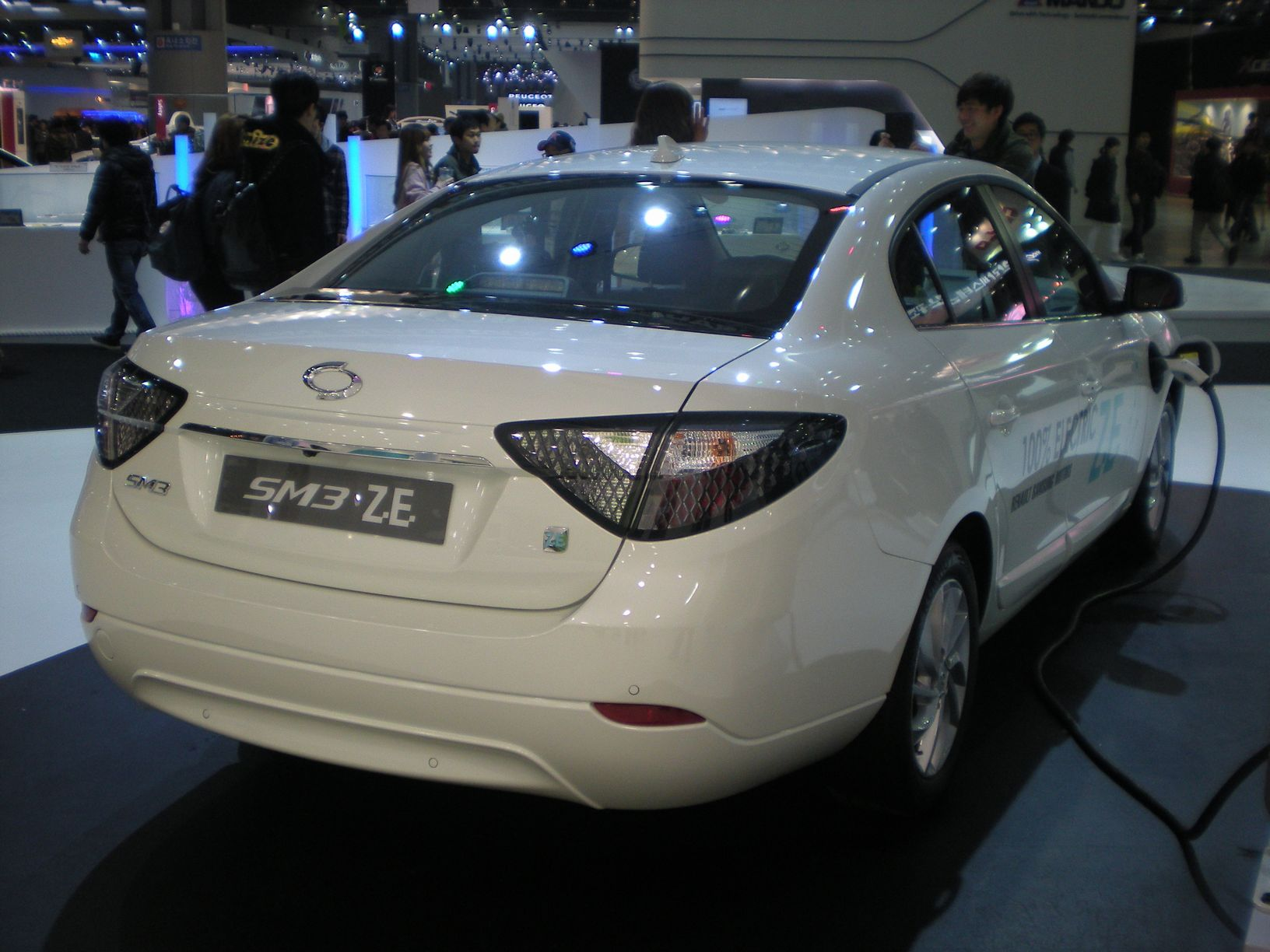
르노삼성 뉴 SM3 Z.E. (후기형) 후측면

| 구분                 | 뉴 SM3(전기형) 1.6ℓ 가솔린       | 뉴 SM3(전기형) 2.0ℓ 가솔린       | 뉴 SM3(후기형) 1.6ℓ 가솔린         |
| -------------------- | -------------------------------- | -------------------------------- | ---------------------------------- |
| 전장 (mm)            | 4,620                            | 4,620                            | 4,620                              |
| 전폭 (mm)            | 1,810                            | 1,810                            | 1,810                              |
| 전고 (mm)            | 1,480                            | 1,480                            | 1,480                              |
| 축거 (mm)            | 2,700                            | 2,700                            | 2,700                              |
| 윤거 (전, mm)        | 1,545(R15) 1,540(R16) 1,535(R17) | 1,545(R15) 1,540(R16) 1,535(R17) | 1,545                              |
| 윤거 (후, mm)        | 1,565(R15) 1,555(R16) 1,550(R17) | 1,565(R15) 1,555(R16) 1,550(R17) | 1,565                              |
| 승차 정원            | 5명                              | 5명                              | 5명                                |
| 변속기               | 수동 5단 CVT                     | CVT                              | CVT                                |
| 서스펜션 (전/후)     | 맥퍼슨 스트럿/토션 빔            | 맥퍼슨 스트럿/토션 빔            | 맥퍼슨 스트럿/토션 빔              |
| 구동 형식            | 전륜 구동                        | 전륜 구동                        | 전륜 구동                          |
| 엔진 형식            | H4M                              | M4RK                             | H4MD                               |
| 연료                 | 가솔린                           | 가솔린                           | 가솔린                             |
| 배기량 (cc)          | 1,598                            | 1,998                            | 1,598                              |
| 최고 출력 (ps/rpm)   | 112/6,000                        | 141/6,000                        | 117/6,000                          |
| 최대 토크 (kg*m/rpm) | 15.9/4,400                       | 19.8/3,700                       | 16.1/4,000                         |
| 최고 속도 (km/h)     | -                                | -                                | -                                  |
| 연료 탱크 용량 (ℓ)   | 60                               | 60                               | 60                                 |
| 요소수 탱크 용량 (ℓ) | -                                | -                                | -                                  |
| 공차 중량 (kg)       | 1,215(수동 5단)/ 1,250(CVT)      | 1,305(CVT)                       | 1,250(CVT)                         |
| 연비 (km/ℓ)          | 16.3(수동 5단)/ 15.0(CVT)        | 13.2(CVT)                        | 도심 13.2/고속 17.9/복합 15.0(CVT) |
| Co2 배출량 (g/km)    | 143(수동 5단)/ 156(CVT)          | 177(CVT)                         | 114(CVT)                           |

### SM3 네오(2014년4월~2020년1월)

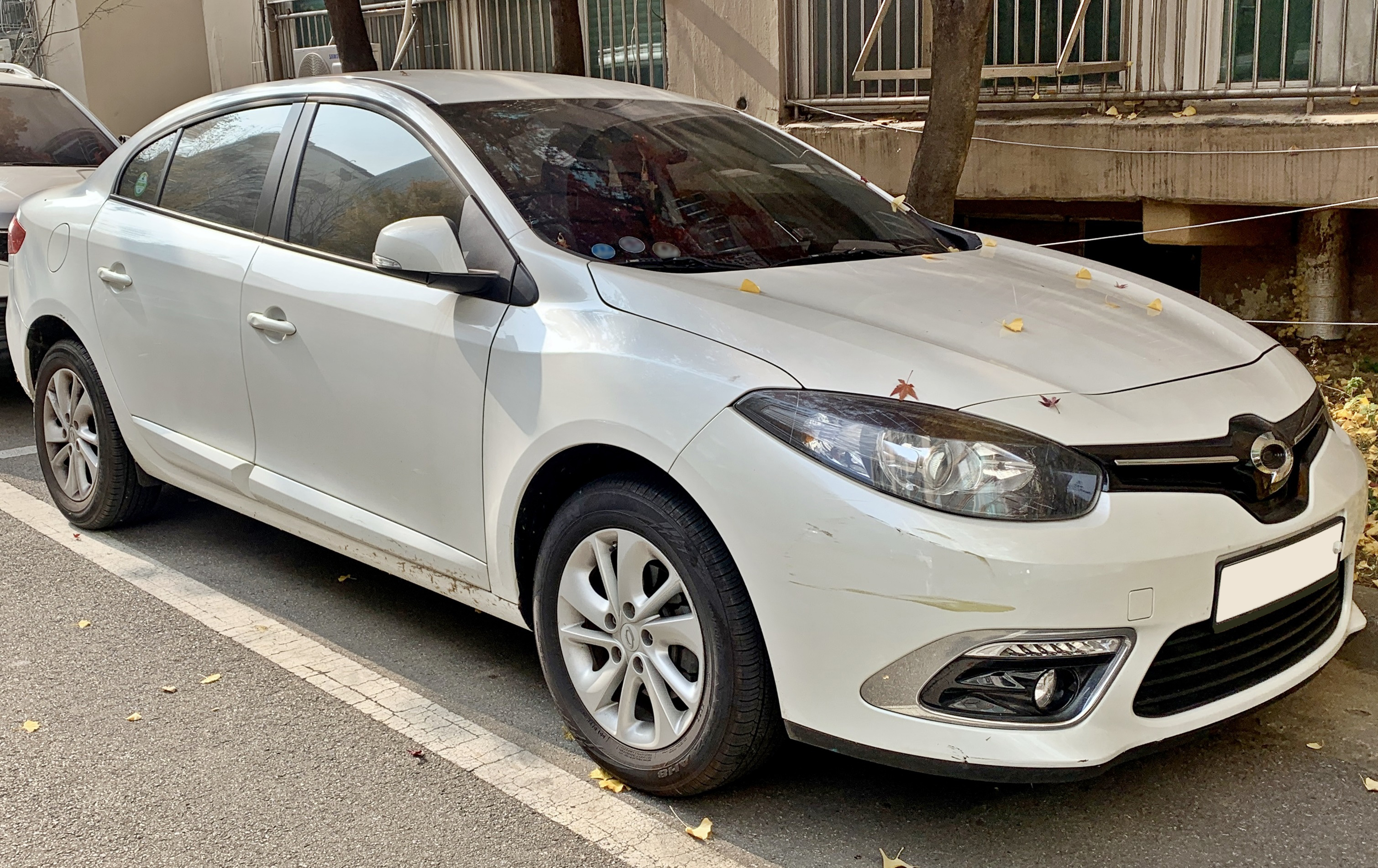
르노삼성 SM3 네오 정측면

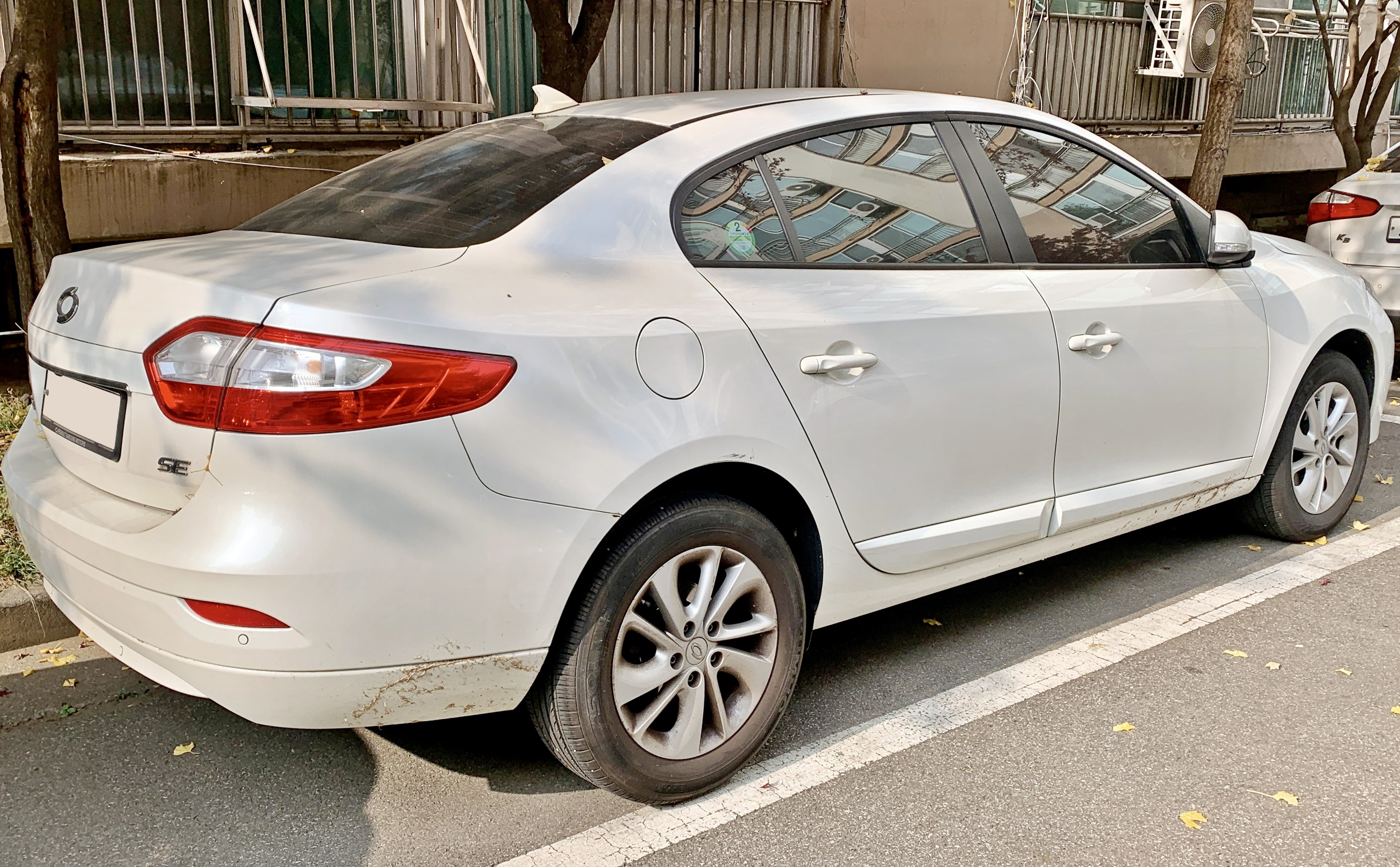
르노삼성 SM3 네오 후측면

2014년 4월 24일에 출시됐다. 이미 2012년부터 유럽 등에서 판매되기 시작한 르노 플루언스의 페이스리프트 버전이 대한민국에 도입된 것으로, 이를 통해 QM3, QM5 네오와 궤를 같이하는 디자인 아이덴티티가 적용됐다. 네오라는 서브 네임이 더해졌으며, 이는 1세대 SM3 뉴 제너레이션에 있던 트림명이기도 하다. 라디에이터 그릴은 양쪽 헤드램프를 잇고, LED 주간 주행등을 앞 범퍼에 내장시켰다. 리어 램프는 면발광 방식의 LED와 안개등이 내장됐다. 경사로 밀림 방지 장치 와 전방 경보 장치를 새로 적용해 운전하는 데에 편의성을 더했다. 2018년에 1.5리터 디젤 모델이 사라졌고, 2019년 9월에는 1.6리터 DOHC 가솔린 모델의 생산이 중단되어 2020년 1월에 단종되어 XM3가 대신 채웠다. 123마력 1.6리터 DOHC 가솔린 엔진은 XM3가 그대로 이용하고 있다. 이후 전기자동차(ZE) 모델도 생산이 중지되었고, 르노삼성자동차가 르노 프랑스 본사로부터 수입하여 판매를 시작한 르노 조에에 흡수되는 형태로 2020년 12월에 후속 차종 없이 단종되었다. 또한 AC 3상이었던 SM3 ZE와 달리 조에는 DC콤보-1로 나오기 때문에, AC 3상이 달린 전기자동차는 더 이상 대한민국에 나오지 않게 됐다. 그 전에는 닛산이 대한민국 철수를 선언하여 닛산 리프의 수입이 중단됨에 따라 DC 차데모 잭이 달린 전기자동차 또한 대한민국에서 더 이상 구할 수 없게 되어, 독자 규격을 이용하는 테슬라의 차량이 아닌 이상 대한민국 시장에서 팔리는 전기자동차들은 사실상 DC콤보-1 급속충전 규격으로 통일됐다.
- 2014년 11월 3일에는 17인치 투톤 알루미늄 휠, 레드 투톤 가죽 시트, 레드 컬러 인스트루먼트 패널, 레드 스티치(스티어링 휠, 가죽 시트, 도어 암레스트, 카 매트)가 적용된 R4U(Red for You) 에디션이 추가됐다. 이와 더불어 모든 트림에 차체 자세 제어 장치, 경사로 밀림 방지 장치, 타이어 공기압 경보 장치가 기본 적용됐다.
- 2015년 4월 1일에는 편의 사양을 추가하거나 확대 적용한 2016년형이 선보였다.
- 2016년 1월 4일에는 QM3와 SM5 노바에 적용된 유로 6 배기 가스 기준에 충족하는 1,500cc 디젤 터보 엔진이 추가되었다.

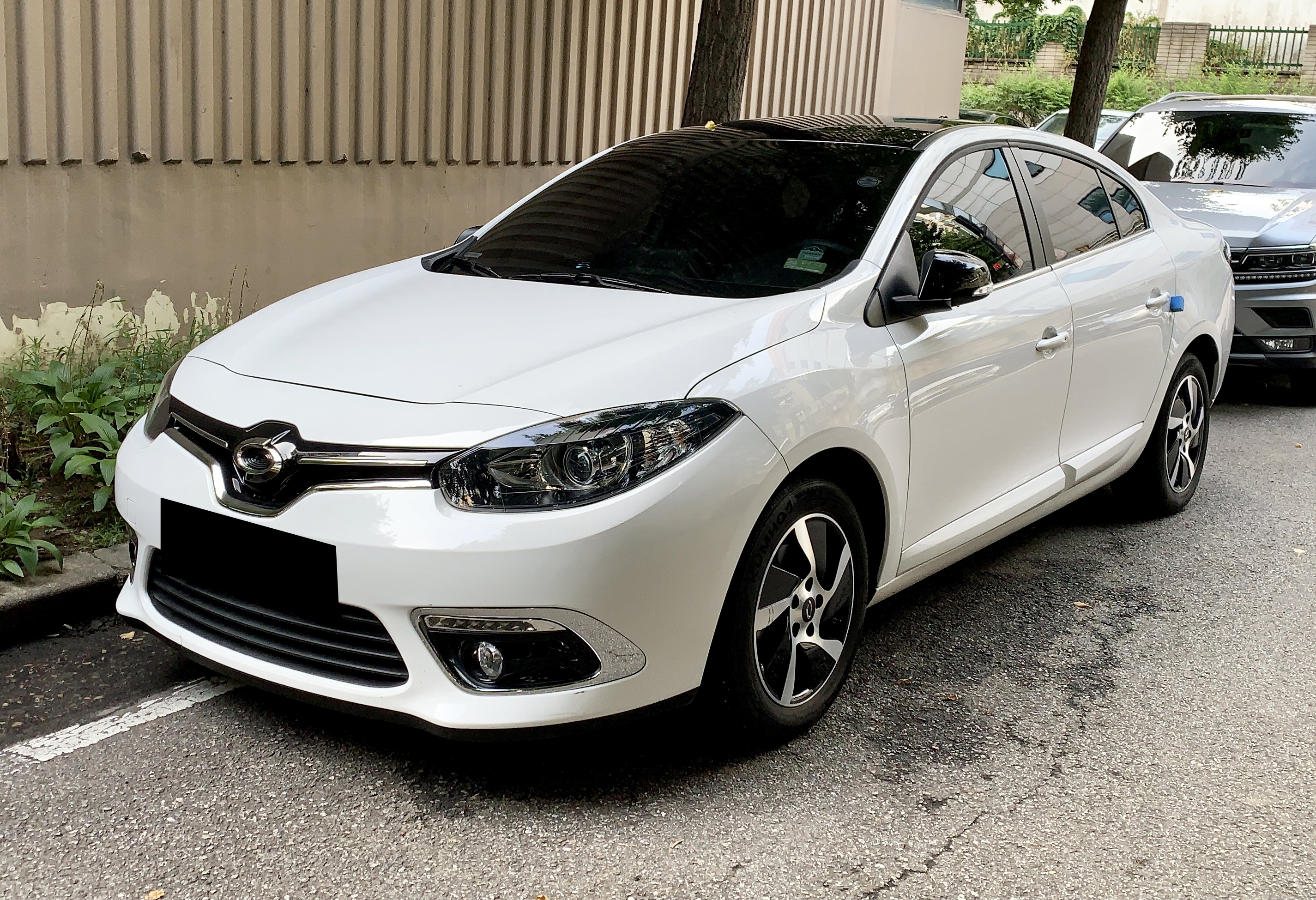
르노삼성 SM3 네오 Z.E. 정측면
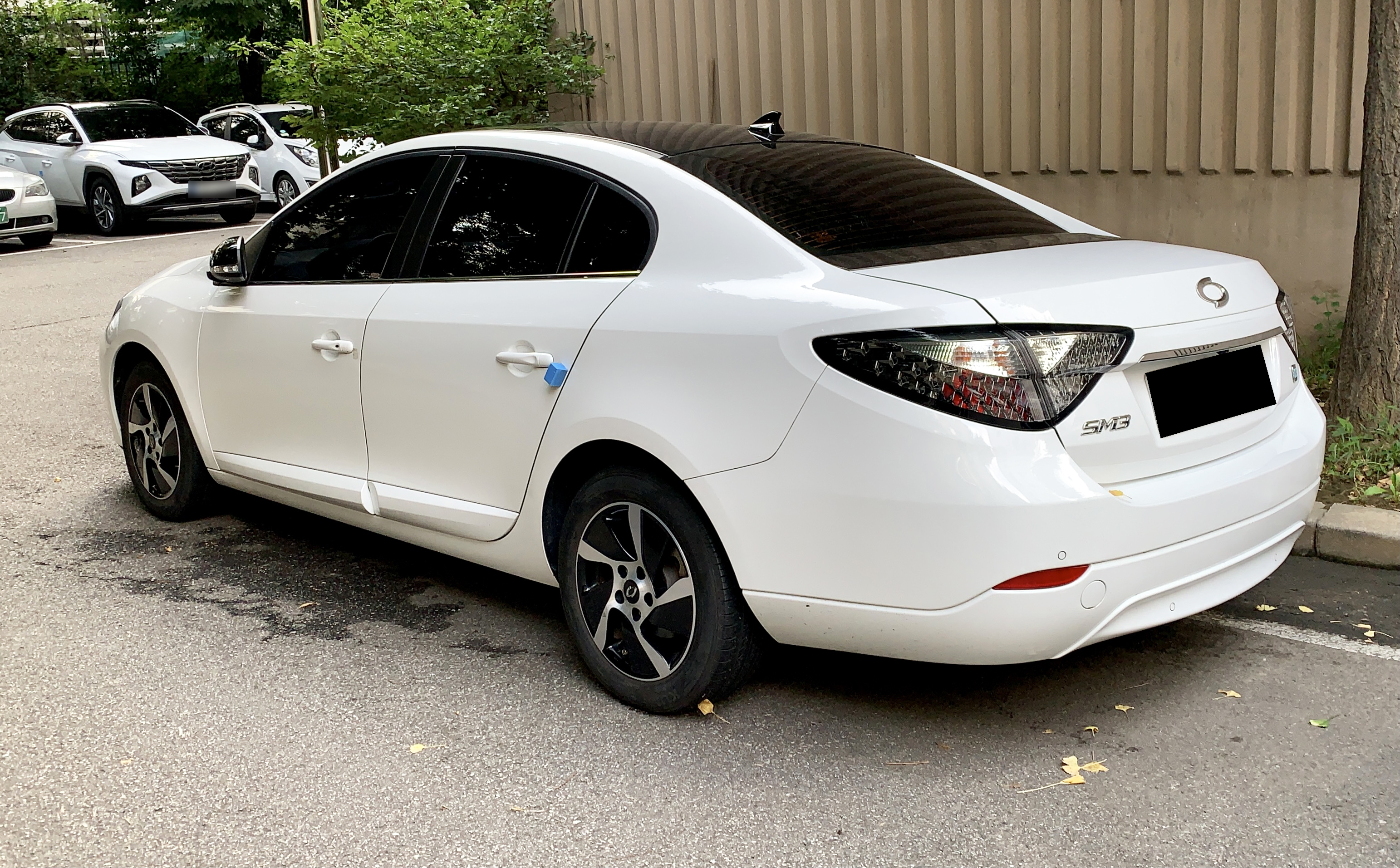
르노삼성 SM3 네오 Z.E. 후측면

| 구분                 | SM3 네오 1.5ℓ 디젤 터보                             | SM3 네오 1.6ℓ 가솔린               |
| -------------------- | --------------------------------------------------- | ---------------------------------- |
| 전장 (mm)            | 4,620                                               | 4,620                              |
| 전폭 (mm)            | 1,810                                               | 1,810                              |
| 전고 (mm)            | 1,475                                               | 1,475                              |
| 축거 (mm)            | 2,700                                               | 2,700                              |
| 윤거 (전, mm)        | 1,545                                               | 1,545                              |
| 윤거 (후, mm)        | 1,565                                               | 1,565                              |
| 승차 정원            | 5명                                                 | 5명                                |
| 변속기               | 듀얼 클러치 6단 자동                                | CVT                                |
| 서스펜션 (전/후)     | 맥퍼슨 스트럿/토션 빔                               | 맥퍼슨 스트럿/토션 빔              |
| 구동 형식            | 전륜 구동                                           | 전륜 구동                          |
| 엔진 형식            | K9K                                                 | H4MD                               |
| 연료                 | 디젤                                                | 가솔린                             |
| 배기량 (cc)          | 1,461                                               | 1,598                              |
| 최고 출력 (ps/rpm)   | 110/4,000                                           | 117/6,000                          |
| 최대 토크 (kg*m/rpm) | 25.5/1,750~2,750                                    | 16.1/4,000                         |
| 최고 속도 (km/h)     | -                                                   | -                                  |
| 연료 탱크 용량 (ℓ)   | 60                                                  | 60                                 |
| 요소수 탱크 용량 (ℓ) | -                                                   | -                                  |
| 공차 중량 (kg)       | 1,305(듀얼 클러치 자동 6단)                         | 1,250(CVT)                         |
| 연비 (km/ℓ)          | 도심 16.3/고속 19.6/복합 17.7(듀얼 클러치 자동 6단) | 도심 13.2/고속 17.9/복합 15.0(CVT) |
| Co2 배출량 (g/km)    | 109(듀얼 클러치 자동 6단)                           | 114(CVT)                           |

## 역대 슬로건

### 1세대(N17)
- 생각만 해도 (SM3)
- 몸과 마음의 평화 (SM3)
- PLAY (SM3 뉴 제너레이션)
- 민첩함에 스타일을 더했다 (SM3 뉴 제너레이션)

### 2세대(L38)
- Different Luxury (뉴 SM3)
- SMart liFe (뉴 SM3)
- SM3를 보증하는 또 하나의 이유 (뉴 SM3)
- Good Is Not Enough (SM3 네오)
- Better & Different (SM3 네오)
- 유럽이 사랑한 디젤 (SM3 dCi)

## 경쟁 차종
- 현대자동차 - 아반떼, i30
- 기아자동차 - K3
- 한국지엠 - 크루즈
- 혼다 - 시빅
- 토요타 - 코롤라
- 폭스바겐 - 제타, 골프
- 오펠 - 아스트라
- 푸조 - 308